# Rothschildia lebeau
Rothschildia lebeau is een vlinder uit de onderfamilie Saturniinae van de familie nachtpauwogen (Saturniidae).
De wetenschappelijke naam van de soort is, als Attacus lebeau, voor het eerst geldig gepubliceerd door Félix Édouard Guérin-Méneville in 1868.

## Synoniemen
- Attacus bolivar Maassen & Weymer, 1873

## Ondersoorten
- Rothschildia lebeau lebeau
- Rothschildia lebeau amacurensis Lemaire, 1972[2]
- Rothschildia lebeau aroma Schaus, 1905
- Rothschildia lebeau benjamini C.C.Hoffmann, 1942[3]
  - De wetenschappelijke naam van deze ondersoort is, pro species, als Rothschildia benjamini, voor het eerst geldig gepubliceerd door Hoffmann in 1942. De naam is sindsdien beschouwd als een synoniem voor Rothschildia lebeau aroma[4] en als synoniem voor Rothschildia orizaba peruviana Rothschild, 1907 (nu Rothschildia peruviana Rothschild, 1907). Brechlin & Meister herstelden in 2012 de naam in ere als naam voor een taxon dat toch van R. peruviana verschilt, en volgens hun inzichten als ondersoort van R. lebeau beschouwd moet worden.[5]
- Rothschildia lebeau forbesi Benjamin, 1934
  - = Rothschildia vorbei Benjamin, 1934
  - = Rothschildia draudti Benjamin, 1934
- Rothschildia lebeau yucatana Lemaire, 1971
  - holotype: "male, VI.1969. leg. E.C. Welling"
  - instituut: MNHN, Parijs, Frankrijk
  - typelocatie: "Mexico, Quintana Roo, X-can"[6]